# Нотареско Стационе (Терамо)
Нотареско Стационе (итал. Notaresco Stazione) је насеље у Италији у округу Терамо, региону Абруцо.
Према процени из 2011. у насељу је живело 446 становника. Насеље се налази на надморској висини од 78 м.